# دونكي كونغ بارل بلاست
دونكي كونغ بارل بلاست (بالإنجليزية: Donkey Kong Barrel Blast)‏ هي لعبة سباق لنظام الـ وي من شركة نينتندو، والتي تم الإعلان عنها في 9 مايو 2006، واتفاقية معرض الترفيه الإلكتروني لذلك العام لـ غيم كيوب تحت عنوان دونكي كونغ: بونغو بلاست. تم إلغاء إصدار غيم كيوب في النهاية ليتم إصدارها على الوي. تم إصدار اللعبة لجهاز وي في اليابان والولايات المتحدة في عام 2007، وفي منطقة بال في عام 2008.
تم تطوير اللعبة بشكل أساسي ليتم التحكم فيها باستخدام دونكي كونغ بونغوز لـ غيم كيوب. ومع ذلك، واجهت اللعبة مراجعات سلبية بشكل عام بعد إصدارها، حيث انتقد النقاد نظام التحكم في البونغو الذي تم استبداله باستخدام وي ريموت، بالإضافة إلى صور الجيل الأخير.